# Friedrich Seger

Johann Friedrich Seger

Johann Friedrich Seger (* 25. Februar 1867 in Wollbach, Baden; † 29. April 1928 in Leipzig) war ein deutscher Politiker (SPD, USPD) und Journalist.

## Leben und Beruf

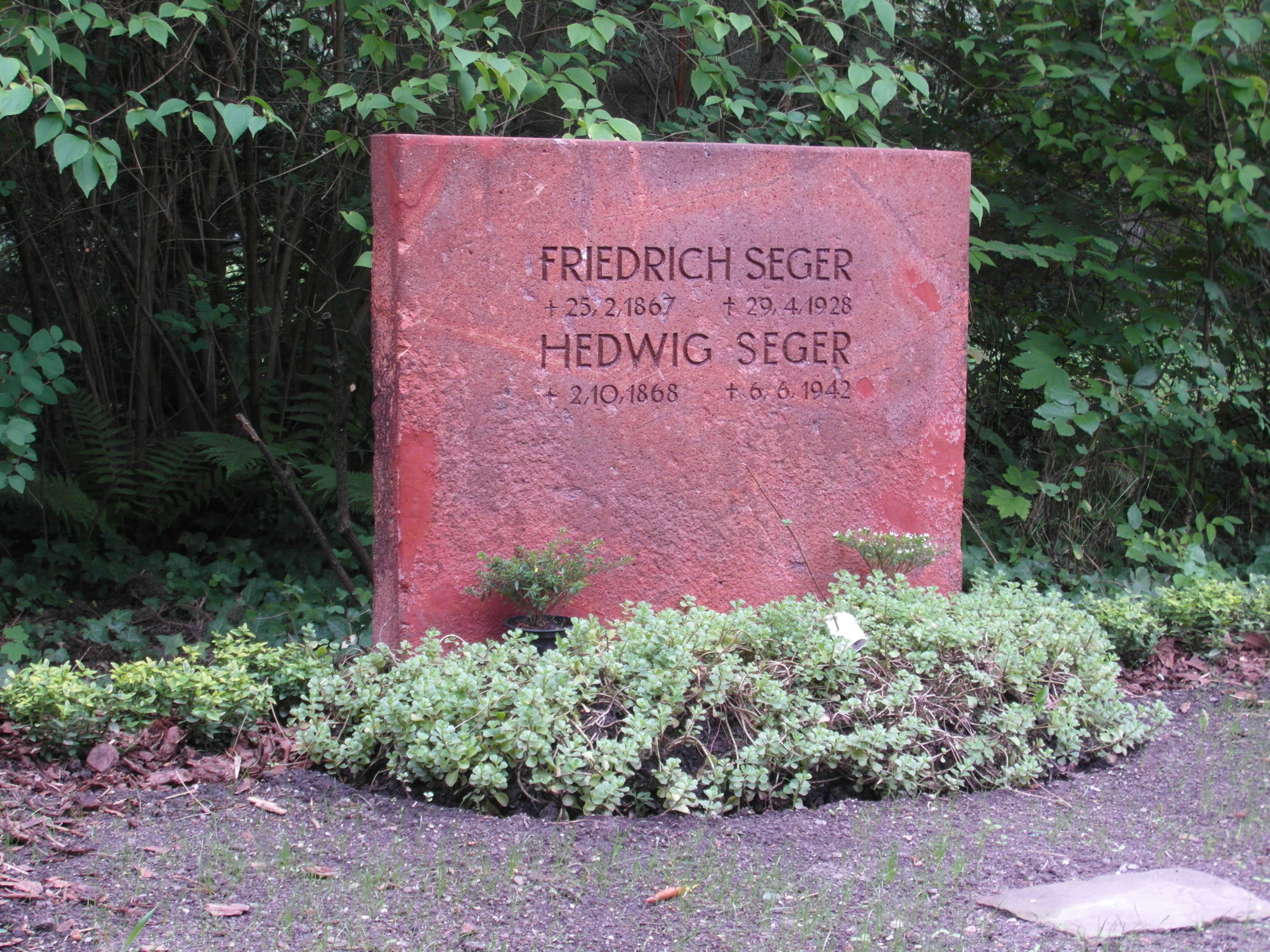
Grabstätte Friedrich Seger auf dem Südfriedhof in Leipzig

Nach dem Besuch der Volksschule absolvierte Seger von 1881 bis 1883 eine Schneiderlehre in Wollbach. Er war der Vater des späteren  Reichstagsabgeordneten Gerhart Seger, des Verfassers des 1934 im Exil erschienenen Erinnerungsberichts über seine Erlebnisse im KZ Oranienburg.
Seger war im Besitz einer durchaus wertvollen Privatbibliothek, die seltene Dokumente der Leipziger Sozialdemokratie enthielt. Diese wurde 1934 in der Dessauer Papiermühle vernichtet.

## Politische Karriere

Das Leipziger Agitationskomitee 1903. Auf dem Foto von Links nach Rechts: Fritz Nüchtern, Friedrich Seger, Gustav Orbel, Karl Schrörs und Richard Lipinski

Seit 1884 gehörte Seger der SPD an, in der er seit 1893 Funktionen auf lokaler, seit 1905 auf regionaler Ebene bekleidete. 1887 trat er in die Gewerkschaft ein. Von 1892 bis 1898 war er Vertrauensmann der Schneider Leipzigs und in der Zeit von 1894 bis 1898 Sachsens. Von 1901 bis 1928 war er Redakteur der Leipziger Volkszeitung, die eine der auflagenstärksten sozialdemokratischen Tageszeitungen und eines der wichtigsten Sprachrohre des linken Parteiflügels war. Nach der Spaltung der Partei aufgrund der Frage der Burgfriedenspolitik und der Kriegskredite schloss er sich 1917 mit dem Großteil der örtlichen Parteiorganisation der neu gegründeten USPD an, in welcher der als Experte für kommunalpolitische Fragen geltende Seger gemeinsam mit Richard Lipinski die dominierende Gestalt der Leipziger Parteiorganisation war. Hier war er im Jahr 1919 in der Partei Programm Kommission tätig. Als sich die USPD 1920 mehrheitlich mit der KPD zusammenschloss, ging er diesen Weg nicht mit, sondern kam 1922 mit dem Großteil der nach 1920 in der USPD verbliebenen Mitglieder zurück zur SPD, wo er bis zu seinem Tode eine bedeutende Rolle in der Leipziger SPD spielte, unter anderem, bis 1924 ebenfalls in der Partei Programm Kommission.

## Abgeordneter
Seger war von 1911 bis 1928 Stadtverordneter in Leipzig. Von 1915 bis 1918 war er Landtagsabgeordneter im Königreich Sachsen. Vom 14. November 1918 bis 21. Februar 1919 war er Vorsitzender des Arbeiter- und Soldatenrates in Leipzig. Im Dezember 1918 war er einer der Vorsitzenden des Reichsrätekongresses. Er gehörte 1919/20 der Weimarer Nationalversammlung an. Anschließend war er bis zu seinem Tode Reichstagsabgeordneter.